# Jiutaisaurus
Jiutaisaurus – rodzaj zauropoda o bliżej niesprecyzowanej pozycji systematycznej. Gatunek typowy, J. xidiensis został opisany w oparciu o 18 artykułowanych kręgów wydobytych z kredowych osadów formacji Quantou w północno-wschodnich Chinach. Nazwa Jiutaisaurus xidiensis pochodzi od greckiego słowa sauros („jaszczur”) oraz miejscowości Jiutai i Xidi, w pobliżu których odnaleziono holotyp.